# Ар-деко
Ар-деко́ (фр. art déco, дословно — «декоративное искусство») или просто деко́ — стиль в искусстве стран Западной Европы и Америки первой половины XX века. Получило название от Международной выставки декоративного искусства и промышленности (фр. Exposition internationale des arts décoratifs et industriels modernes) 1925 года в Париже.
Впервые появился во Франции в 1910-х годах в основном в архитектуре, моде и живописи и стал популярным в 1920—1930-е годы в международном масштабе. Этот эклектичный стиль представляет собой синтез искусства неоклассицизма и модерна. На стиль ар-деко также значительное влияние оказали такие художественные направления, как неоготика, кубизм, конструктивизм и футуризм, сплетавшиеся с древнеегипетскими, японскими, мезоамериканскими и другими экзотическими мотивами.
Для стиля характерны строгая закономерность, смелые геометрические линии, этнические геометрические узоры, оформление в полутонах, отсутствие ярких цветов в оформлении, при этом — пёстрые орнаменты, роскошь, шик, дорогие современные материалы (слоновая кость, крокодиловая кожа, алюминий, редкие породы дерева, серебро). В США, Нидерландах, Франции и некоторых других странах ар-деко постепенно эволюционировал в сторону функционализма.

## Характерные черты
Международная выставка, прошедшая в 1925 году в Париже и официально называвшаяся «Exposition Internationale des Arts Décoratifs et Industriels Modernes», дала жизнь термину «ар-деко» . На этой выставке миру были показаны предметы роскоши французского производства, доказавшие, что Париж остался интернациональным центром стиля и после Первой мировой войны.
Само направление ар-деко существовало и до открытия выставки в 1925 — это было заметное течение в европейском искусстве 1920-х годов. Американских берегов оно достигло только к 1928 году, где в 1930-х оно преобразовалось в Streamline Moderne — американизированное ответвление ар-деко, ставшее визитной карточкой этого десятилетия.
Париж оставался центром стиля ар-деко. В мебели его воплощал Жак-Эмиль Рульманн — самый известный из дизайнеров мебели той эпохи и, возможно, последний из классических парижских краснодеревщиков (фр. ébéniste), а также Карло Бугатти и Морис Дюфрен. Кроме того, характерны работы Жана-Жака Рато, продукция компании «Süe et Mare», ширмы Эйлин Грей, изделия из кованого металла Эдгара Брандта, металла и эмали швейцарца еврейского происхождения Жана Дюнана, стекло великого Рене Лалика и Мориса Марино, а также часы и ювелирные изделия Cartier.

Символом ар-деко в декоративно-прикладном искусстве стала скульптура из бронзы и слоновой кости. Вдохновляясь «Русскими сезонами» Дягилева, искусством Египта и Востока, а также технологическими достижениями «века машин», французские и немецкие мастера создали уникальный стиль в малой пластике 1920-х — 1930-х годов, который поднял статус декоративной скульптуры до уровня «высокого искусства». Классическими представителями ар-деко в скульптуре считаются Дмитрий Чипарус, Клер Жан Робер Колине, Поль Филипп (Франция), Фердинанд Прайсс, Отто Поэрцель (Германия), Бруно Зак, Дж. Лоренцль (Австрия).
Хотя термин ар-деко возник в 1925 году, он не был часто употребляемым до смены отношения к этой эпохе в 1960-х. Мастера стиля ар-деко не входили в некое единое сообщество и называли свои творения различными терминами. Движение считалось эклектичным, находившимся под влиянием нескольких источников.
- «Венский сецессион» раннего периода (Венские мастерские)[4]; функциональный индустриальный дизайн.
- Примитивное искусство Африки, Египта (находки амарнского искусства, гробницы Тутанхамона, 1922) и индейцев «доколумбовой» Америки[4].
- Древнегреческое искусство (период архаика) — наименее натуралистичное из всех.
- «Русские сезоны» Сергея Дягилева в Париже — эскизы костюмов и декораций работы Леона Бакста[4].
- Гранёные, кристаллические, фацеточные формы кубизма и футуризма.
- Колористическая палитра фовизма.
- Строгие формы неоклассицизма: Булле и Карла Шинкеля, «ребристый стиль» модернизированной неоклассики.
- Век джаза.
- Растительные и животные мотивы и формы; тропическая растительность; зиккураты; кристаллы; колористическая чёрно-белая гамма клавиш рояля, мотив Солнца.
- Гибкие и атлетичные формы женщин-спортсменок, которых стало очень много; острые углы коротких стрижек у представительниц клубной жизни — флэпперов.
- Технологические достижения «века машин» — такие как радио и небоскрёбы.

Мастера ар-деко любили использовать такие материалы, как алюминий, нержавеющая сталь, эмаль, инкрустации по дереву, кожа акулы и зебры. Активно применяли зигзагообразные и ступенчатые формы, широкие и энергичные кривые линии (в отличие от мягких текучих кривых модерна), мотивов шеврона и клавиш фортепьяно. Некоторые из этих декоративных мотивов стали повсеместными, например, узор клавиш, который встречался в дизайне дамской обуви, батарей отопления, лекционных залов Радио-сити и шпиля небоскреба Крайслер билдинг. В этом стиле охотно оформлялись интерьеры кинотеатров и океанских лайнеров, таких как «Иль де Франс» и «Нормандия».

## Рождение и развитие стиля
Кульминацией развития стиля ар-деко стали высотные здания, выстроенные в городах Америки на рубеже 1920-30-х. Однако стилистически они были крайне разнообразны. Различны были и истоки этого стиля. И первые проявления стиля ар-деко исследователи отмечают ещё в искусстве и архитектуре 1900—1910-х. Так приемы стиля ар-деко заметны в целой череде памятников, созданных до выставки 1925 в Париже. Таковы постройки Л.Салливена и Ф. Л. Райта, ступообразные башни Э.Сааринена 1910-х и первые нью-йоркские небоскребы в стиле ар-деко — здания Барлай-Везье билдинг (Р. Уолкер, с 1923) и Радиатор билдинг (Р. Худ, 1924), а также известные работы Й.Хоффмана (дворец Стокле, 1905) и О.Перре (театр Елисейских полей, 1913) и др. Так черты раннего ар-деко заметны даже в деталировке дореволюционных зданий Москвы и Петербурга (например, дома Бассейного товарищества или торговой галереи «Новый пассаж»), в работах мастеров венской школы (начиная с церкви Ам Штайнхоф О.Вагнера, 1903) и в застройке Амстердама рубежа 1910-20-х (начиная со здания Шипвортхаус, 1913).
Значительную роль в становлении стиля сыграли сенсационные находки древнеегипетского искусства (в Амарне, гробницы Тутанхамона, 1922) и памятников цивилизаций «доколумбовой» Америки.
Ар-деко незаметно исчез после подъёма массового производства, когда к нему стали относиться как к кричащему, безвкусному и поддельно-роскошному. Окончательный конец этому стилю положили лишения Второй мировой войны. В колониальных странах, таких как Индия, ар-деко стал воротами к модернизму и не исчезал до 1960-х годов. Возрождение интереса к ар-деко в 1980-х годах было связано с графическим дизайном, а ассоциации ар-деко с лентами в стиле «фильм нуар» (film noir) и очарованием 1930-ми годами привели к тому, что его стали вновь использовать в ювелирном искусстве и моде.
- Примеры стиля ар-деко
- Железная ширма "Оазис" Эдгара Брандта выставлялась на Международной выставке 1925 года
- Муниципальная аудитория Канзас-Сити (1936)
- Лобби в 450 Sutter Street (1929) в Сан-Франциско по проекту Тимоти Пфлюгера. Вдохновением послужили майяские мотивы.
- Радиоприёмник Philips 930A (1931)
- Паровоз PRR S1, 1937
- Локомотив Duchess of Hamilton 1938 года
- Плакат в стиле ар-деко

## Декоративно-прикладное искусство ар-деко
Ар-деко был столь популярен, что использовался в дизайне автомобилей, мебели, посуды, фарфора, текстиля, ювелирных изделий, часов, а также технических устройств — радио, телефонов и музыкальных автоматов. Для украшений и предметов роскоши в стиле ар-деко характерны: 
- Строгие геометрические формы и узоры (прямые линии, круги, спирали, сложные переплетения);
- Узоры как правило абстрактные, редко используются растительные или зооморфные мотивы, если же используются, то тоже имеют строгий, почти геометрический характер, отсутствует близость к природе, характерная для ар-нуво;
- В ювелирном искусстве чаще начинает использоваться белое золото и платина;
- Используются драгоценные камни (рубины, сапфиры, изумруды и особенно активно бриллианты), а также матовые, но яркие минералы, такие как: бирюза, черный оникс, нефрит;
- Обильно применяется эмаль ярких цветов (часто в сочетании с черной для создания контраста);
- Предметы быта, например, мебель или техника, изготавливаются из металла с эффектом хромирования или из латуни;
- Применяются этнические мотивы (египетские, индийские, японские, индейские и т.д.), не характерна античная тема;
- В моду входит относительно новый материал — пластик.

- Чашка с геометрическими узорами, 1930
- Зеркало в раме
- Почтовый ящик Koppers Tower в Питтсбурге, Пенсильвания
- Радиоприемник, совмещенный с часами, 1935
- Броши в виде самолетов от фирмы Cartier
- Брошь с египетскими мотивами, выполненная с использованием бриллиантов, розовых рубинов, изумрудов и оникса

## Streamline Moderne, Paquebot
Стилевым направлением, которое развивалось параллельно с ар-деко и близко к нему примыкало, было «Streamline Moderne» (название от англ. streamline — «линия обтекания» — термина из области аэродинамики). В «стримлайн модерн» ощущается влияние промышленных штамповочных и аэродинамических технологий. В произведениях этого стиля появились очертания самолётов или револьверных пуль. Когда дизайн первого массового автомобиля фирмы Крайслер, «Chrysler Airflow», оказался популярным, обтекаемые формы стали использоваться даже для точилок, зданий и холодильников.
Архитектура подчёркивала изогнутые или длинные горизонтальные линии, иногда дополнялась морскими элементами. В промышленном дизайне стиль использовался при создании железнодорожных локомотивов, автобусов, бытовой техники, телефонов и других устройств, чтобы подчеркнуть элегантность и современность.
Во Франции стиль получил название Paquebot, что означает «морской лайнер», вдохновлённый спуском лайнера «Normandie» в 1935 году. Большой зал лайнера был выполнен в стиле ар-деко с колоннами из кристаллов Лалика. Архитектура стиля появлялась на улицах Бельгии и Парижа (особенно на 3 boulevard Victor в XV округе Парижа). В стиле Paquebot работал один из основателей стиля ар-деко архитектор Пьер Пату. К Выставке декоративно-прикладного искусства 1925 года он спроектировал один из павильонов, который стал прародителем стиля. Также он разрабатывал дизайн трёх лайнеров «Île-de-France» (1926), «L’Atlantique» (1930), «Normandie» (1935).
Построенное на площади Эжена Флажи в Икселе (Брюссель, Бельгия) в 1938 году здание Flagey в стиле paquebot выполнено по проекту Жозефа Дионгра и выиграло в своё время конкурс для постройки Бельгийского Национального института Радиовещания (INR/NIR). В 2002 году здание обновили и открыли в нём культурный центр Le Flagey.
- Здание радиовещательной компании BBC. 1931
- Здание-лайнер в Париже на 3 boulevard Victor. 1935. Архитектор Пьер Пату
- Интерьер турбоэлектрохода "Нормандия", оформленный стеклом Рене Лалика. 1935
- Pan-Pacific Auditorium. 1936. Лос-Анджелес
- "Дом радио" в Икселе. 1938. Брюссель, Бельгия

### Автомобили
Всемирная выставка 1933 года в Чикаго (США) вывела стиль на широкую аудиторию. Новые автомобили заимствовали плавные линии лайнеров и самолётов, подчёркивая свои стиль и скорость. Решётки и ветровое стекло отодвинулись, автомобиль стал ниже и шире, плавные изгибы и горизонтальные линии подчёркивали скорость. Примеры включают Chrysler Airflow и Studebaker Land Cruiser 1934 года. Использовались и новые материалы: бакелитовый пластик, формика, стекло Vitrolight, нержавеющую сталь, эмаль, придающие вид нового и обтекаемого. Поздние примеры включают седан Nash Ambassador 1950 года и Hudson Commodore, которые были массивными автомобилями с особым стилем.
- Chrysler Airflow. 1934
- Studebaker Land Cruiser. 1934
- Stout Scarab. 1935. Музей изящных искусств, Хьюстон, США
- Talbot Teardrop SS 150. 1938
- Schlörwagen[англ.]. 1939. Испытания дали коэффициент лобового сопротивления 0,113
- Пикап Chevrolet AK Series[англ.]*. 1946

## Ар-деко и архитектура СССР
Ар-деко оказал заметное влияние на архитектуру 1930-х годов, явившись, наряду с постконструктивизмом и неоклассицизмом, одним из течений сталинской архитектуры. С сильным влиянием этого стиля был построен ряд станций Московского метрополитена: первая очередь (Сокольническая линия), несколько станций второй очереди (Замоскворецкая линия, например, станция «Аэропорт»). К советской версии ар-деко исследователи относят работы архитекторов В. Г. Гельфрейха, А. Я. Лангмана, Е. А. Левинсона, Б. М. Иофана, Д. Ф. Фридмана, В. А. Щуко.
- Здание Государственной библиотеки имени В. И. Ленина в Москве (с 1928), архитекторы В. А. Щуко и В. Г. Гельфрейх
- Здание Совета труда и обороны в Москве, 1932—1935, архитектор А. Я. Лангман
- Здание Государственного архива в Москве, 1936, архитектор А. Ф. Волхонский
- Стоквартирный дом (Новосибирск, 1934—1937), архитекторы А. Д. Крячков, В. С. Масленников
- Наркомат обороны на Фрунзенской набережной (с 1939), архитектор Л. В. Руднев
- Здание АТС Фрунзенского района, 1934, архитектор К. И. Соломонов
- Здание Министерства авиационной промышленности, 1934, архитектор Д. Ф. Фридман
- Жилые дома на Ивановской улице в Ленинграде, 1937, Е. А. Левинсон, И. И. Фомин
- Станция метро «Аэропорт» (Москва, 1936—1938), архитекторы Б. С. Виленский, В. А. Ершов
- Станция московского метро «Маяковская», 1936—1938, архитектор А. Н. Душкин, художник  А. А. Дейнека
- Павильон СССР на международной выставке 1937 года в Париже со скульптурой  «Рабочий и колхозница», архитектор Б. М. Иофан, скульптор В. И. Мухина
- Высотное здание МИД СССР, 1947—1953, архитекторы В. Г. Гельфрейх, М. А. Минкус

## Музеи в России
19 декабря 2014 года на месте бывшей фармацевтической фабрики Фридриха Байера «Байер и Ко» на Лужнецкой набережной в Москве открылся Музей ар-деко, посвящённый стилям ар-деко и модерн. Музей основан на крупнейшей в мире частной коллекции предпринимателя и мецената Мкртича Окрояна, состоящей из предметов в стиле ар-деко. Среди экспонатов — скульптура из слоновой кости и бронзы, предметы мебели, декоративные панно, в том числе произведения Дмитрия Чипаруса, Пьера Бобо и Бруно Зака.